# 性倫理
性倫理（英語：Sexual ethics）又稱為性道德，或作性倫理學，是研究「人類性行為」或人類與性相關之「行為表達」的倫理學分支。性倫理試圖從社會、文化和哲學的角度來理解或評估人際關係和道德中的性活動行為。從歷史上看，那些被視為具有普遍性的性倫理概念通常與宗教價值觀有所關聯。性倫理通常涉及性別認同、性取向、合意性、性關係和生育等問題，其中性倫理的合意性，也就是性關係雙方的同意權是一個最基本的關鍵問題。在法律中，有許多對性行為或性關係的規範是由性倫理衍伸出來的。

## 哲學背景
在英語中，倫理（ethics）和道德（morality）這兩個詞通常可以互換使用，但有時倫理使用在人際關係中，而道德則涵蓋了人際關係和一些固有問題。性倫理與許多哲學思想有關，並且不是所有的應用倫理學都認為存在一個「固有的道德觀」，一些常見的、會對性倫理認知有所影響的哲學觀點像是：
- 道德虛無主義：是一種元倫理觀，認為本質上不存在任何對或錯，同時所有價值的判斷都是由人類建構或無意義的。
- 道德相對主義：是一種認為道德判斷皆為主觀判斷的元倫理觀，並認為道德判斷建立在不同文化的信念和實踐背景下。
- 道德普遍主義：是認為具有一種客觀的是道德判斷元倫理觀點，認為真實、錯誤是存在的，每個人都應該依照同一套規范倫理來行事。
- 享樂主義：其哲學則認為唯一的內在益處是快樂，自私的快樂作為享樂主義的首要目標。這也可能與虛無主義或功利主義的自私道德相結合，進而成為一種尋求幸福最大化的哲學。

### 哲學背景下的性倫理規範
一些性倫理則是從宗教的文本或教義中衍生出來的性規範，其也常常涉及包括虛無主義、功利主義等，或是一些用於確定是非的複雜系統。因此在不同的哲學背景下也會產生不同的性倫理規範，舉例來說：
- 自由主義：由於自由主義認同存在即是合理，自由主義者可能會認為性與愛本來就是分開的，並且可能不認同任何倫理與義務。欺騙、相互利用的性行為既無法禁絕所以亦是合乎情理的。也可能較為重視性行為使人愉悅的功能、將性行為視為極為自然的一部分；只要彼此同意便可以進行任何性行為，或是認為婚姻束縛了進行性行為的自由權利。
- 情境主義：是自由主義的折衷型態，可能是一種由「性愛合一」轉向「性愛分離」的認同過渡階段。情境主義者可能會選擇性地認同某些保守主義的論點以迎合社會對愛與性的憧憬與要求，但在實際作為上卻可能接近自由主義方式。認為性與愛應當合一、基於爱情之上的性行為才是符合倫理的，可是卻又認為愛情應由當事者自行認定而非透過婚姻或誓言來規範其責任，所以可能會認同特定情況違背婚姻或誓言的性行為。情境主義被認為是一種介於自由與保守主義之下的模糊地帶，雖然同时包含自由主义与保守主义這兩種彼此矛盾的觀念態度，但卻可能是欧洲及東亞地區壓倒性的主流。
- 保守主義：保守主義者可能認為婚姻内的性行为才是符合倫理的，反對婚前性行为通常也反對任何婚姻外的性行為，主張性與愛應當合一、交往應該誠實、強調愛與性的責任。有些基進的保守主義者可能認為唯有基於繁衍目的的性行為才是符合倫理的，純粹基於享樂的性行為即使在婚姻當中也是不當的。通常保守主義並未預設婚姻中特定性別的特定角色，許多保守論者也強調婚姻關係中雙方的對等地位。
- 父權思維下的保守主義：除了如同保守主義般認為性與愛要合一，並且只認同婚姻內的性行為外，還可能強調了男尊女卑的觀念以及婦女的守貞義務。有些父權思維下的保守主義者有可能認為進行婚姻內的性行為也是婦女的義務之一。
- 女性主義：女性主義的目標是重新定義女性的性慾，並關心女性對性的控制權利。認為女性對性的自由選擇權利優先於家庭、社區、國家與宗教等規範。不過由於歷史文化背景，女性主義者的性觀點有很大的差異，包括媒體中的性表現、性產業、男性主導下是否同意性行為等問題，都是女性主義中存在的爭議話題。女性主義的態度分歧爭論在1970年代末和80年代達到頂峰，並使得部分的女權運動者被這些爭論深深地分裂，並被稱為女性主義性戰爭（feminist sex wars）。這場戰爭主要是由於反色情女性主義（anti-pornography feminism）與性積極女性主義（sex-positive feminism）的相悖造成的[3][4][5][6][7]。

人類性行為在社會中產生了許多實際的問題，例如：在多變的社會文化中，性規範是否應該由法律強制執行？哪種性道德或倫理體系能促進人類達到最幸福的狀態？以及是否有本質上絕對正確與錯誤的性行為？許多問題在社會自由主義到社會保守主義的範疇中都有不同的考慮觀點，並且至今仍存有相當大的爭議。

### 宗教背景下的性倫理規範
許多文化中的道德倫理與宗教信仰交織在一起，世界上大多數的宗教信仰都嘗試要解決人們在社會和人際互動中因性行為所引起的道德與其他問題。因此每個主要的宗教也幾乎都制定有於性行為以及性倫理等問題的準則。雖然不一定能直接解決性問題，不過仍然是一種規範、控制那些可能引起性興趣並影響性活動與性行情況的嘗試 。宗教的規範至今仍對人們在服裝、行為、言論、態度等方面的規範與倫理上產生強烈影響。一些性相關行為被某些特定的宗教視為不道德或爭議的行為，像是：避孕、自慰、劈腿族、各種性偏離等。然而，宗教的規則、法條以及其人類的限制有時並不會被貫徹，舉例來說，雖然大多數宗教不贊成婚外性關係，但現實中依然有很多婚外性關係發生，在宗教的信徒中亦然。

## 同意權
從人權和國際法的角度來看，「同意」是性倫理的一個關鍵問題。但從歷史上來看，情況卻並非如此。縱觀歷史，一系列自願性的性行為被禁止，像是：通姦、亂倫、男男性行為、不同種族或宗教人士間的性行為常被法律或道德規範所禁止；與此同時，又有各種強迫性的性行為被接受，像是：強姦奴隸、妓女、戰爭中的敵人，以及最重要的「強姦配偶」都不是非法行為。直到最近幾十年，發生在婚姻中的強姦才開始在刑事上被定罪，但在世界上仍有許多地方的婚內強姦是合法的。很多國家的觀念與文化中，同意仍然不是性行為的關鍵核心，就像在許多國家，通姦和同性性行為仍然是非法的，而且每五個國家中，就有兩個國家對同性戀行為的懲罰可以是死刑。
不過幾乎所有現代的道德體系都認為，所有參與者同意是性活動在道德上最基礎的底線。性倫理還必須考慮一個人是否有能力「給予同意」以及他們是否「可以同意」這些行為。在西方國家「知情同意」的法律概念也經常成為性倫理問題上的公共標準。包括：兒童、智能障礙者、精神病患者、動物、囚犯和受酒精與毒品影響等人士在一些情況下可能被視為缺乏知情同意能力者。在美國，Maouloud Baby判例（Maouloud Baby v. State）中，州法院判定一個人可以撤銷其性同意，並且在沒有同意的情況下繼續進行性行為可能會構成強姦。此外，如果感染了性病，也必須在性接觸之前告知伴侶。
強姦和性騷擾由於其沒有經過同意，通常被認為是不道德且非法的性行為。口號「是就是是（Yes means yes）」表達的就是一種熱情同意的狀況，通常主要是自由主義性倫理所關注的。但他們也認為不說「不」，並不代表同意。而個人可以同意一項性活動，但是如果在其他的性活動中沒有重新獲得同意，並不能拿之前的同意當作可以的理由。

### 最低合法性同意年齡
同意年齡也是性倫理的一個關鍵問題，並且是一個有爭議的問題，對於是否應該允許未成年人從事性娛樂或從事性行為等性活動。爭辯的主題包括：「未成年人雙方對於他們彼此性關係的同意是否具有意義」、「未成年人對與成年人發生性關係的同意是否具有意義」以及「未滿同意年齡的人是否具有判斷對於性關係應該同意與否的能力」。同樣在世界上許多地方，法律並不允許未成年人在達到既定年齡之前發生性行為。世界各國對於性行為合法同意年齡的平均值是16歲，中華人民共和國的合法性行為年齡標準是14歲。中華民國的則為16歲，不過另訂有「兩小無猜條款」，即未滿18歲之人若與16歲以下未成年人發生性行為得減輕或免除其刑，同時未滿18歲者與16歲以下未成年人發生性行為是告訴乃論。

## 人際與社會互動
人際關係與社會互動中的性論理大致牽扯兩個原因：信任與濫權。在社交與婚姻中牴觸信任的性或與性相關的行為通常都是倫理問題。而在家庭、職場與專業領域中，由於上下階層或權力關係，其性行為可能會牽涉權力倫理問題。問題的背後原因可能交互影響，像是在一個父系社會中掌握較高權力的男性對自己配偶的強迫性性行為（婚內強姦）可能同時具有信任與濫權上的倫理問題。

### 社交
社會關係中有一些會牽涉到性倫理的行為，像是調情或勾引。調情是指一個人對另一個人進行浪漫式的表達，這可以是一種社交互動的形式，但也可以作為一種性的表達形式。調情發生的原因有很多，可能包括對於後續性交的期待；同理來說，當一個人拒絕另一個人調情時，也可能反映出其性慾的缺乏，或者可能由於其他原因造成其對回應調情缺乏慾望。
一些無意與人發展進一步關係、只為了娛樂而進行的調情形成了一種道德困境，除了可能被其他人投以異樣的眼光，也可能產生更嚴重的誤解，像是當其中一方處於穩定或認真的交往關係時，這種行為可能被視為劈腿、出軌。因此，作為一個性行為可能會有的前置步驟，是否發動調情、被調情的一方是否要接受、調情的動機目的與程度都可能是性倫理範疇下的問題。
勾引則較調情更為直接的涉及了一種誘導性行為的模式，其倫理問題與調情類似，也同樣可能發生在愛情關係內或是單純娛樂的狀況下。

### 婚姻
在所有文化中，婚姻內雙方彼此同意的性交都是可以接受並且合法的。而在一些文化中，婚外的性行為則是有爭議的，有些是不完全接受，有些是不接受甚至被視為非法行為。將所有形式之婚外性行為都視為非法的國家包括：沙特阿拉伯、巴基斯坦、阿富汗、伊朗、科威特、馬爾代夫、摩洛哥、阿曼、毛里塔尼亞、阿拉伯聯合酋長國、蘇丹與也門等。
哲學家米歇爾·福柯（Michel Foucault）認為，社會經常創造一些社會之外的空間或異地，並且在那裡可以進行婚外性行為。他的理論可以解釋為什麼妓院、避難處、船隻或監獄中的人經常表現出一些不尋常的性論理行為。在這些地方，人們會釋放出那些在一般社會中被控制的性表達，而社會中最普遍的控制因素就是婚姻制度，並由此來抑制社會上的性行為。社會中存在許多不同類型的婚姻，像是一夫一妻制、一夫多妻制等，但不論婚姻制度的類型，多數實行婚姻制度的文化中，那些未經過伴侶同意而發生的婚外性行為通常都被認為是不道德的。並且也會被視為對婚姻的不忠。
有些文化則在配偶同意的前題下將婚外性行為視為一種可接受的行為，或者只要婚姻關係尚未結締就不會受到規範。而有些文化則認為無論任一關係人是否同意，所有的婚外性交都是不道德的行為。此外婚姻制度也產生了婚前性行為的問題，不同文化對於婚前性行為有不同的態度與道德觀，有些人認為這是正常和可接受的，有些人對此表示譴責。

#### 婚前性行為
婚前性行為是指在步入婚姻之前，與「可能結婚」或「可能不結婚」的伴侶發生性關係，通常為性行為的雙方是兩個未婚者。婚前性行為可能在基於宗教或道德因素的情況下而受到反對，而一個社會文化中的每個人的觀點可能存在有很大的差異。不過近幾十年間，西方社會越來越能夠在道德上接受婚前的性行為。

#### 婚外性行為
婚外性行為指的是已婚人士與其婚姻伴侶以外的人發生性行為。宗教與道德通常反對已婚人士與婚姻之外對象發生性關係，而這種行為在法律或宗教中通常被稱為「通姦」。也常在社會中被稱為「不忠」、「外遇」或「出軌」。
不過也有一些文化、群體或個人將婚外性行為視為一種可接受的規範。在今日的西方文化中，有些人實行「多邊戀」也稱為「負責任的非一夫一妻制」或「開放婚姻」，這些模式需要所有關係人誠實的對話與同意。

### 家庭
家庭成員間非配偶的近親性交會產生一些性倫理的問題，尤其是發生在長輩和晚輩之間、牽扯到家族權力壓迫的性行為，因為其有濫權的爭議，在現代文化中多半被視為不道德的。成年人之間的合意的近親性交則在不同文化中有不同的態度，像是在中華文化圈中，近親性交屬於亂倫的範圍，而如西班牙、法國等國家在法律採取較為放任的態度。此外，近親性交也有一些遺傳學的爭議。

### 職場
大多數的社會都不贊成具有管轄權力的主管與下屬發生性關係。這通常被視為不道德行為，因為無論主管是否有意圖利用其工作中的權力與地位，其下屬都可能因為害怕在工作場合受到負面影響，而在內心無法接受或掙扎的狀態下，同意或順從主管的性推進（sexual advance）。這種狀況通常也被視為濫權，並會構成職場性騷擾或職場性侵害。
同事間的性關係不一定涉及倫理問題，但在一方不願意的情況下也有可能構成職場性騷擾與性侵害，並在職場社會規範的促成下，可能會產生職場霸凌。

### 專業者
許多國家及專業組織團體都有禁止一些特定專業者與專業組織團體成員與客戶之間發生性關係的規定，像是：精神科醫生、心理醫生、醫生、治療師和律師等，因為這類涉及諮商、醫療行為的專業者也有可能因為其專業使得其患者或客戶無法拒絕其性推進。此外包括宗教領域的：牧師、傳教士、神父等宗教顧問；學校中的教師，運動隊伍的教練等，也都有濫權的疑慮。其中學校教師與學生的師生戀是一種相當受到重視的爭議。

## 性工作
在世界各地皆有以各種性行為換取金錢或其他商品的行為。性工作倫理可能取決於性交易中性行為的類型或交易的條件，例如：與非自願或透過人口販賣被逼迫的性工作者發生性行為就可能衍伸性倫理的問題。

### 女權主義的性工作觀點爭議
性工作也一直是女權主義中的一個具有分歧的爭議問題。一些女權主義者可能將性工作視為父權體制社會下壓迫性工作者的一個例子，這一立場背後的道德論點是：儘管性工作者明確同意，但從事性工作通常依然是由於經濟、家庭或社會壓力等條件下的不自主選擇，性工作並可以視為一種對女性的物化。其他像是溫蒂·莫艾洛依等的女權主義者則持反對意見，他們認為性工作是賦予女性權力的一種手段，其論點是：在性工作中，女性能夠掌握男性的心理和經濟權力，這是一種權力不平衡的合理修正，並且是在父權社會中固有的。還有一些女權主義者認為性工作只是一種勞動的形式，不具有道德上好壞對錯的問題，並且如同其他勞動形式般具有其困難與挑戰。

### 交易雙方的道德及法律責任
如果將性工作被視為一種不道德行為，那麼進一步判斷交易雙方該由誰負起違背道德或法律行為的責任也具有爭議。在許多社會的傳統上，法律的定罪與道德負擔主要被放在性工作者身上而不是消費者。不過近幾十年來，像是瑞典、挪威和冰島等一些國家則將法律修改為「禁止購買」性服務而非禁止「出售」，儘管這些國家仍保留並使用一些認為性工作者對社會有害的執法策略，像是迫使性工作者離開他們的住所。

## 性取向與性別認同
性取向與性別認同的性倫理問題大多還是由不同哲學觀點、背景與不同宗教的性倫理規範所產生的。

### 同性戀與同性性行為
在古代雅典男性之間相互的性吸引很常見，然而同一時期的黎凡特，發生同性戀行為的人在會被石頭砸死。雖然關於同性戀問題存在很多爭議，但有一些證據認為性取向是個人自天生就存在者。一項1991年的研究指出，一名男同性戀者與一名異性戀男性的下丘腦有所不同。然而環境因素也可能會影響個人的性行為，同性戀是天生或是後天因素造成的是爭論的一大主要原因，因為這涉及了性取向是否可以改變、以及是否只有異性性行為才是「自然的」。
自功利主義鼎盛時期以來，在大多數現代的世俗倫理學家（像是托馬斯·斯坎倫和伯納德·威廉士等人）所構建的道德體系中，同性戀被認為是一個個人選擇的問題。他們並呼籲不應干涉那些經由成年人相互同意的活動，並視為一種道德問題。斯坎倫的系統則略有一些不同，他進一步的認為任何「符合某些標準」的人都不能「理性的」拒絕、制裁或譴責同性戀行為，因為他認為要以理性構建一個直接譴責同性戀的原則是很難的。不過某些特定行為，像是：同性戀強姦行為，仍然是直接的不道德行為。

### 性別認同
性別認同與性取向一樣，同樣在其天生、自然與否上有一些爭論。並進一步涉及了變性的問題，改變生理性別在一些文化或是宗教中被視為一種違反性倫理的行為。

## 公共管理

### 公共衛生
由於性行為與性關係存在者影響個人健康的問題，性倫理也涉及了公共衛生的考量，特別是在那些公眾對於公共衛生具有相當程度關注的國家。在考量公共衛生及健康影響的情況下，性活動就存在有對公眾負起行為道德責任的問題。需要考量的倫理問題包括：性傳染疾病的定期篩檢、性傳染疾病的告知、採取更安全性行為與預防措施的責任。此外，由於優生學及計劃生育的考量，不使用避孕措施的性行為也涉及了倫理問題，意外懷孕會造成社會整體的「非期望兒童」增加，使得社會以及個人需要承擔更多的照護責任，進而對國家及其公民造成負擔。

### 公共禮儀
在社會與法律中可能會有一些對於服裝與穿著的規範，這類的規範通常與性行為有關。美國有許多禁止裸體的規則，像是如果在公眾可見的地方，即使是私人的財產上，也不能完全裸體。這些法律被一些人視為違反言論自由的行為，並認為美國憲法保障言論自由，這使得判斷是否可以裸體時需要使用一些像是「常識」的其他規則。在夏威夷、德洲、紐約、緬因州和俄亥俄州，只要在男性可以不穿著上衣的地方，女性也可以赤裸上身。然而在加利福尼亞，裸體徒步旅行並不違法，但並不是一個受到歡迎的行為。而在美國的州立公園，裸體日光浴也是合法的，除非有其他公民抱怨，而如果在被抱怨的情況下依然故我，將被強行驅逐。在中華民國，意圖供人觀覽的裸露行為違反中華民國刑法234條，屬公然猥褻罪，也被視為妨礙風化。
有一些人認為在公共場所進行母乳喂養是一種違反公共禮儀的行為，並鼓勵母親用毯子蓋住自己或至洗手間、哺乳室來哺乳新生兒。在美國，除伊利諾伊州和密蘇里州外，沒有任何實際法律禁止在公共場所進行母乳喂養。